# William H. Bower
William Horton Bower (* 6. Juni 1850 bei Wilkesboro, North Carolina; † 11. Mai 1910 in Lenoir, North Carolina) war ein US-amerikanischer Politiker. Zwischen 1893 und 1895 vertrat er den Bundesstaat North Carolina im US-Repräsentantenhaus.

## Werdegang
William Bower besuchte die Finley High School in Lenoir. Nach einem anschließenden Jurastudium und seiner 1870 erfolgten Zulassung als Rechtsanwalt begann er in Lenoir in diesem Beruf zu arbeiten. 1876 zog er nach Kalifornien, wo er vier Jahre lang als Lehrer arbeitete. Anschließend kehrte er nach Lenoir zurück. Politisch wurde Bower Mitglied der Demokratischen Partei. 1882 wurde er in das Repräsentantenhaus von North Carolina gewählt. Zwei Jahre später war er Mitglied im Staatssenat. Zwischen 1885 und 1886 fungierte er als Staatsanwalt im zehnten Gerichtsbezirk seines Staates.
1890 kandidierte Bower noch erfolglos für den Kongress. Bei den Kongresswahlen des Jahres 1892 wurde er dann aber im achten Wahlbezirk von North Carolina in das US-Repräsentantenhaus in Washington, D.C. gewählt, wo er am 4. März 1893 die Nachfolge von William H. H. Cowles antrat. Da er im Jahr 1894 nicht bestätigt wurde, konnte er bis zum 3. März 1895 nur eine Legislaturperiode im Kongress absolvieren. Nach seinem Ausscheiden aus dem US-Repräsentantenhaus praktizierte Bower als Anwalt in Lenoir. Dort ist er am 11. Mai 1910 auch verstorben.